# Casa Maldonado (Barcelona)

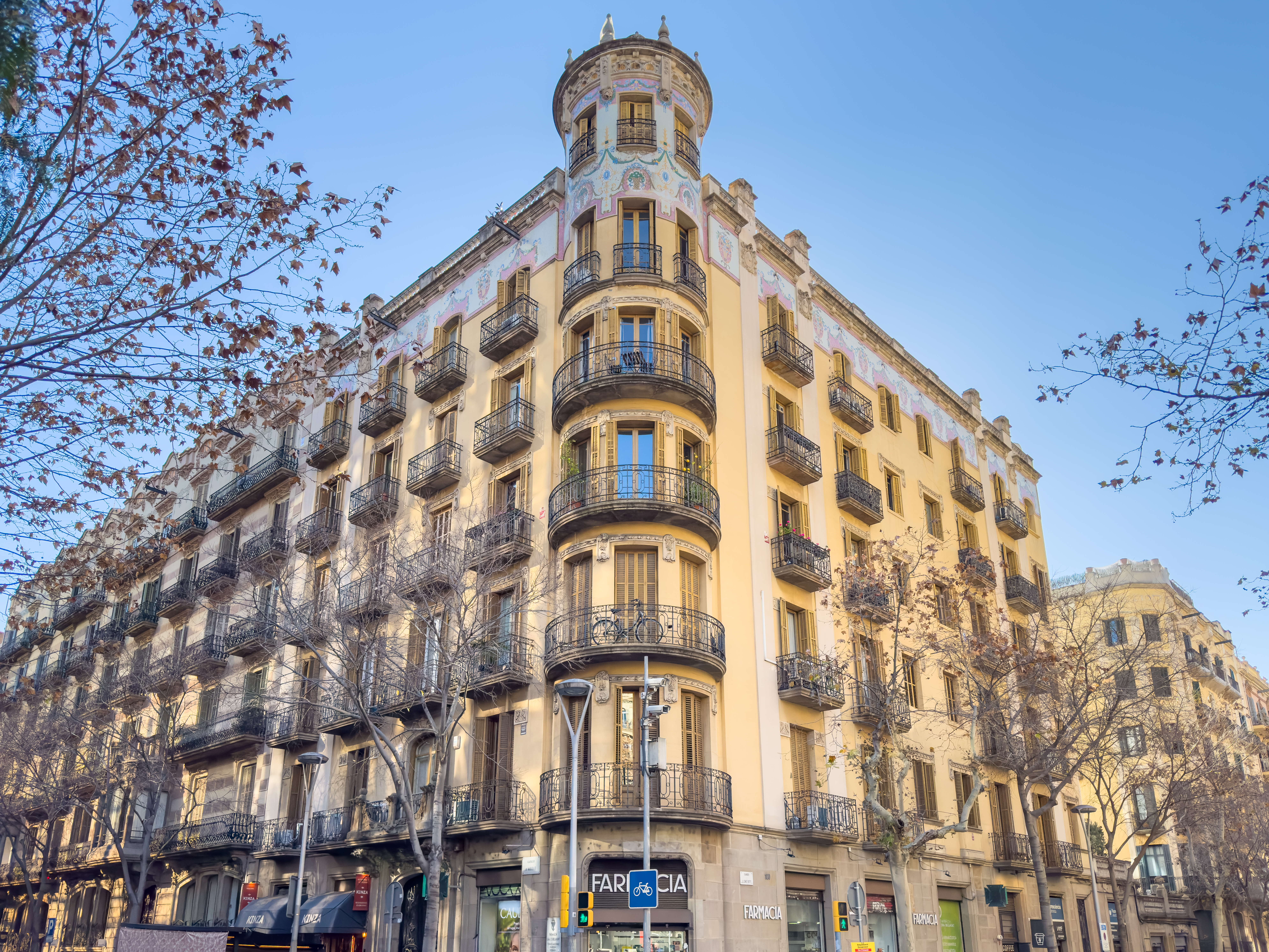
Casa Maldonado.

La casa Maldonado es un edificio residencial ecléctico, situado en una esquina de las calles de Aribau n.º 179 y de Londres n.º 100 del Ensanche de Barcelona (España). Fue proyectado por el arquitecto Antoni Millàs y su construcción tuvo lugar, aproximandemente, en 1915. El edificio está catalogado como bien cultural de interés local.

## Descripción
Es una edificación en esquina, de planta baja y cinco plantas piso. El elemento más característico de la fachada es el elemento redondo de la esquina, que se transforma en maceta al llegar a la azotea. En las fachadas predomina el elemento plano del muro recubierto de estucado, solo roto por una serie de balcones de entre los que destacan los corridos de la primera planta y el elemento de coronamiento que está formado por un friso ciego decorado con esgrafiados de colores y la barandilla de la azotea. Los tramos de balaustres que forman esta barandilla sobresalen unos machones más altos que ayudan a componer las fachadas.

## Galería

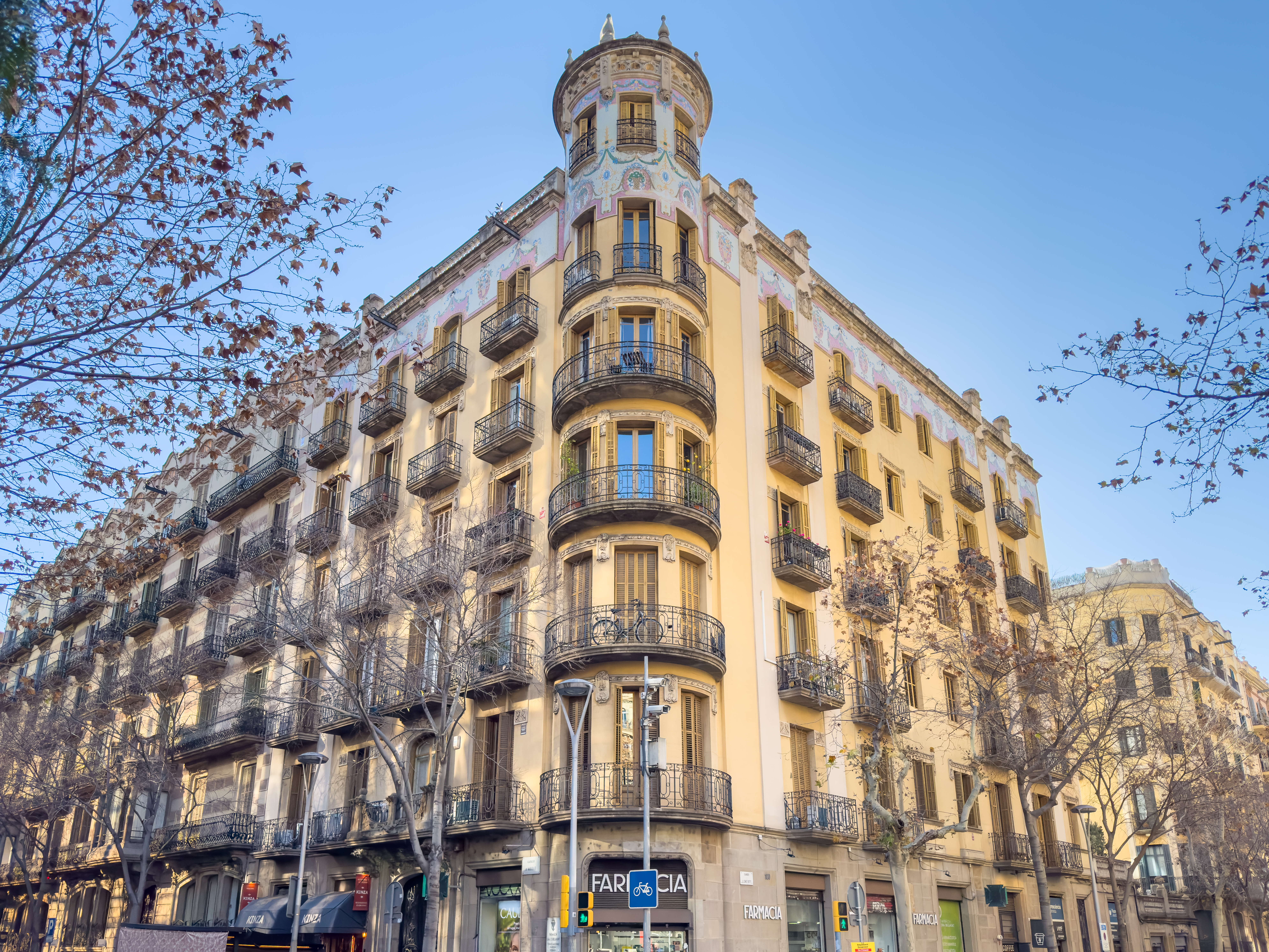
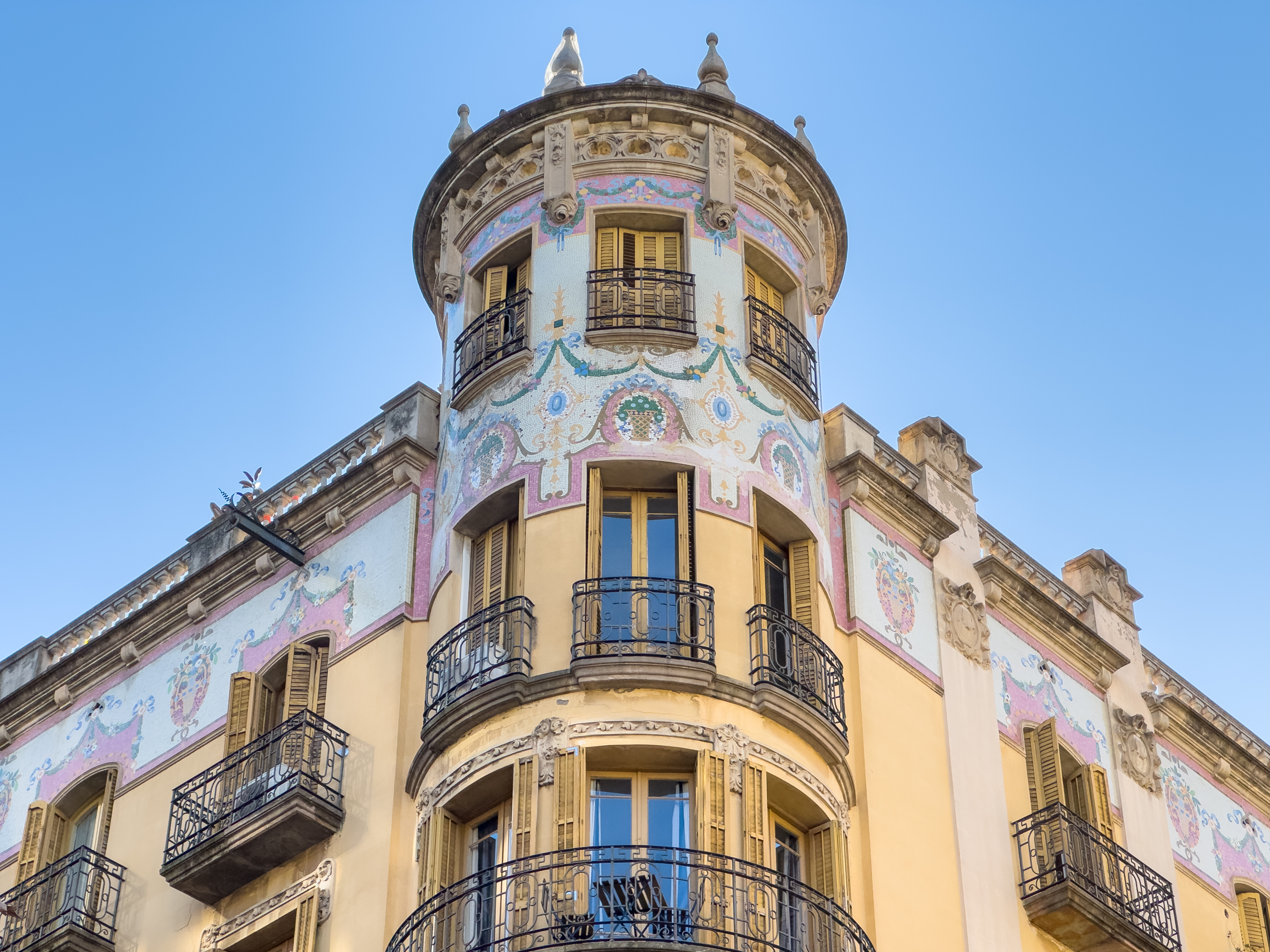
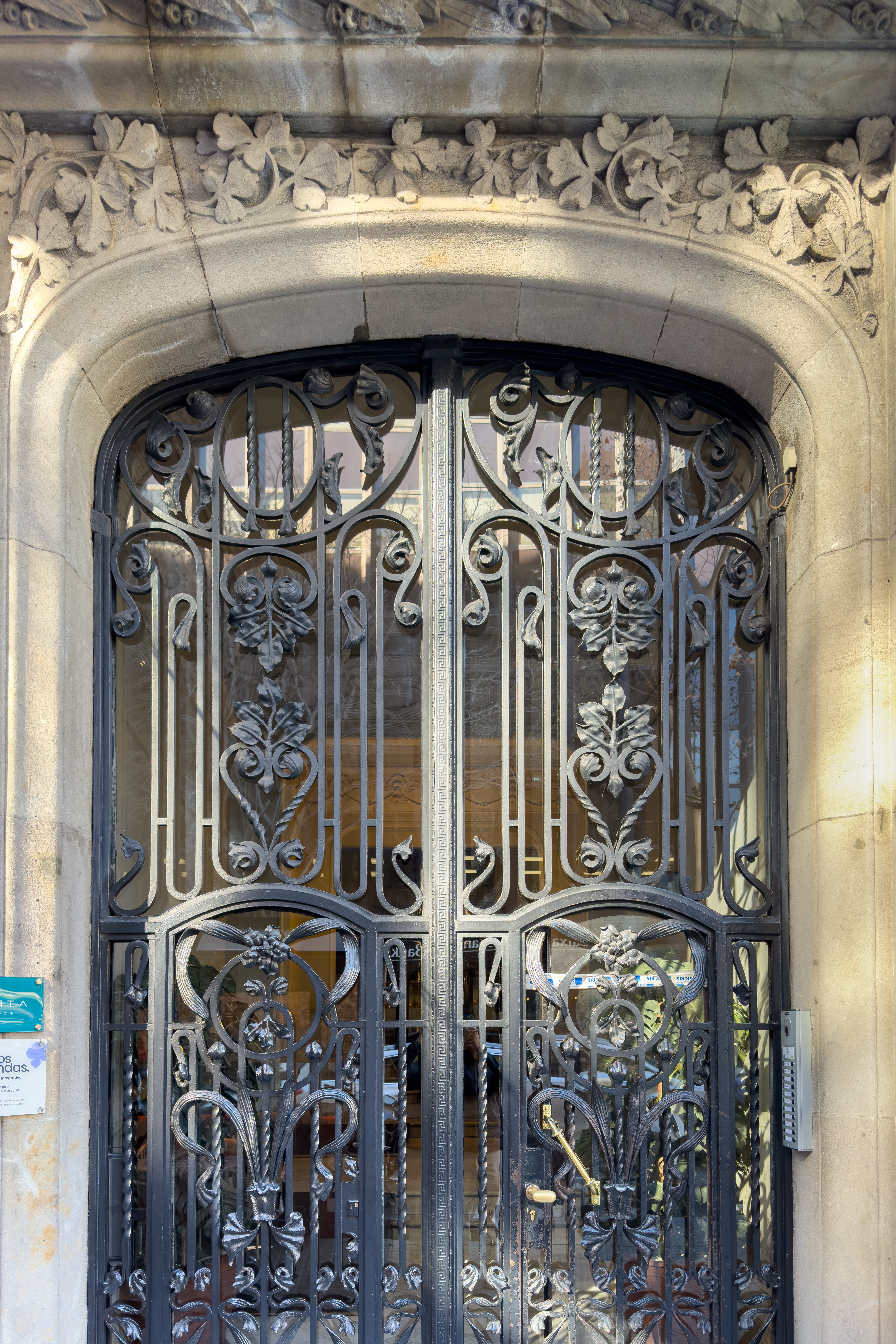